# Prospero Rabaglio
Prospero Rabaglio (Brescia, 1575 – Brescia, prima metà del Seicento) è stato un pittore italiano.
Non si conoscono molte opere dell'autore, la cui importanza è da circoscrivere al solo contesto bresciano. Documenti pervenutici testimoniano che eseguì tele o affreschi per la cittadina chiesa di San Lorenzo: l'integrale ricostruzione dell'edificio avvenuta nel Settecento, però, non ha preservato questi lavori.